# Dialeurodes navarroi
Dialeurodes navarroi là một loài côn trùng cánh nửa trong họ Aleyrodidae, phân họ Aleyrodinae.
Dialeurodes navarroi được Bondar miêu tả khoa học đầu tiên năm 1928.